# الانتخابات الرئاسية الروسية
تحدد الانتخابات الرئاسية الروسية من سيشغل منصب رئيس روسيا خلال السنوات الست المقبلة (كانت مدة الولاية أربع سنوات من عام 1996 إلى 2012 وخمس سنوات من عام 1991 إلى 1996).
منذ إنشاء منصب رئيس روسيا في عام 1991، عُقدت الانتخابات الرئاسية سبع مرات: في الأعوام 1991 و 1996 و 2000 و 2004 و 2008 و 2012 و 2018. من المقرر إجراء الانتخابات الرئاسية المقبلة في مارس 2024.

## التشريع الانتخابي
تخضع الانتخابات الرئاسية الروسية للدستور الروسي والقانون الاتحادي المتعلق بالضمانات الأساسية للحقوق الانتخابية وحق المشاركة في الاستفتاءات لمواطني الاتحاد الروسي والقانون الاتحادي المتعلق بالانتخابات الرئاسية للاتحاد الروسي. تطورت أحكام التشريع الانتخابي باستمرار، لكن أسس النظام الانتخابي لم يطالها أي تغيير.
اعتُمدت القوانين بشأن انتخاب رئيس روسيا 4 مرات. من عام 1991 إلى عام 2003، اعتُمد قانون جديد قبل كل انتخاب: في عام 1991، في عام 1995، في عام 1999 وفي عام 2003. يوجد حاليًا قانون اتحادي «بشأن الانتخابات الرئاسية للاتحاد الروسي» رقم. 19- FZ اعتبارًا من 10 يناير 2003، في النسخة من 5 ديسمبر 2017.

## المرشحون

### أهلية الترشح للانتخابات
يضع الدستور الروسي الشروط التالية لمرشحي الرئاسة:
- أن يبلغ 35 عامًا على الأقل؛
- أن يكون مقيمًا في روسيا منذ 25 عامًا على الأقل؛
- ألّا يحظى بجنسية أجنبية أو تصريح إقامة في بلد أجنبي، سواء في وقت الانتخابات أو في أي وقت مضى.

بالإضافة إلى ذلك، يضع القانون الاتحادي شروطًا إضافية «بشأن انتخابات رئيس الاتحاد الروسي»، إذ لا يجوز بموجبها أن يكون المرشح شخصًا:
- أعلنت المحكمة عدم أهليته القانونية أو احتُجز في أماكن سلب الحرية بموجب حكم صادر عن المحكمة؛
- حُكم عليه بالحرمان من الحرية لارتكابه جرائم جسيمة و (أو) جرائم خطيرة بشكل خاص، ولديه في يوم التصويت إدانة سابقة بالجريمة المحددة غير ملغاة من السجل الجنائي وغير مسدّدة؛
- حُكم عليه بالسجن لارتكاب الجريمة الخطيرة التي أُزيل أو أُسقط سجلها الجنائي قبل انقضاء 10 سنوات من تاريخ إزالة السجل الجنائي أو سداده؛
- حُكم عليه بالسجن لارتكابه جريمة خطيرة بشكل خاص سُحبت إدانتها أو سُدِّدت قبل انقضاء 15 عامًا من تاريخ إزالة السجل الجنائي أو سداده؛
- أُدين بارتكاب جرائم متطرفة بموجب القانون الجنائي لروسيا ولديه في يوم التصويت إدانة سابقة بالجريمة المحددة غير ملغاة من السجل الجنائي وغير مسدّدة؛
- خاضعًا لعقوبة إدارية لارتكاب جريمة إدارية منصوص عليها في المادة 20.3 (الدعاية للسمات النازية أو رموزها أو سمات المنظمات المتطرفة أو رموزها أو غيرها من السمات أو الرموز أو العرض العام لها، أو الدعاية أو العرض العام لما يحظره القانون الاتحادي) والمادة 20.29 (إنتاج المواد المتطرفة وتوزيعها) من قانون الاتحاد الروسي بشأن الجرائم الإدارية إذا جرى التصويت على الانتخابات الرئاسية قبل انتهاء المدة التي يُعدّ خلالها الشخص خاضعًا لعقوبة إدارية؛
- دخل حكم المحكمة بشأن حرمانه من حقه في شغل مناصب في الدولة خلال فترة معينة حيز التنفيذ؛
- شغل منصب رئيس الاتحاد الروسي لولاية ثانية على التوالي من تاريخ الإعلان الرسمي لقرار تعيين انتخاب رئيس الاتحاد الروسي.

### الجنس
من بين جميع المرشحين لمنصب رئيس روسيا، كانت هناك 3 مرشحات فقط، هنّ: إيلا بامفيلوفا في عام 2000، وإيرينا هاكامادا في عام 2004 وكسينيا سوبتشاك في عام 2018. بالإضافة إلى ذلك، كانت هناك نساء أخريات ترشحن لمنصب الرئيس، ولكن لم يُسجَّلْنَ لسبب ما.

## قائمة الانتخابات الرئاسية الروسية
- الانتخابات الرئاسية الروسية 1991
- الانتخابات الرئاسية الروسية 1996
- الانتخابات الرئاسية الروسية 2000
- الانتخابات الرئاسية الروسية 2004
- الانتخابات الرئاسية الروسية 2008
- الانتخابات الرئاسية الروسية 2012
- الانتخابات الرئاسية الروسية 2018